# Körtelmage

Matsmältningskanalen hos en gräsand: 3 = körtelmage, 4 = muskelmage.

Hos fåglarna är "magen" uppdelad i två delar: En främre del, körtelmagen (proventriculus), och en bakre del, muskelmagen (ventriculus). Körtelmagen är ett körtelrikt avsnitt som producerar magsaft, det vill säga saltsyra och proteolytiska enzymer. Körtelmagen är relativt liten hos landlevande och växtätande fåglar, men betydligt större hos vattenlevande köttätare, som använder den till att lagra byten.
Hos albatrosser, stormfåglar och stormsvalor produceras och lagras magolja i körtelmagen.
Papegojor kan få en sjukdom kallad PDD (proventricular dilation disease) vilken orsakar viktförlust, svaghet, matsmältningsstörningar och neurologiska störningar. Osmälta frön i spillningen och avtärdhet är de tydligaste tecknen på sjukdomen som förefaller orsakas av ett bornavirus.